# Espada de Eduardo Pérez Fabelo

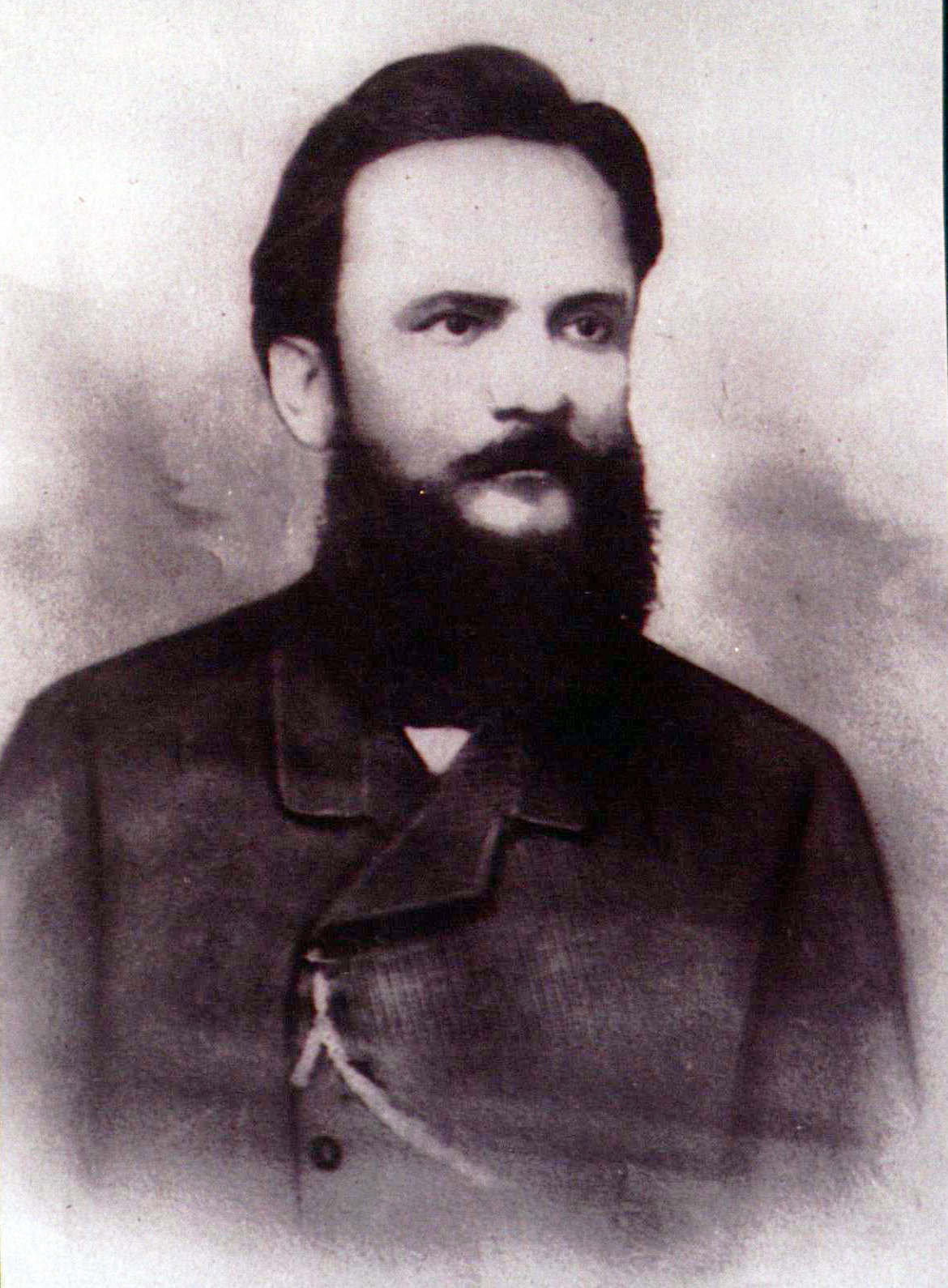
El general Eduardo Pérez Fabelo, líder militar y civilista de Maracaibo, Estado Zulia, Venezuela

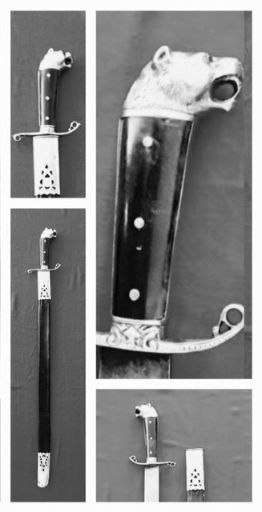
La espada del general Eduardo Pérez Fabelo, reliquia de la historia republicana del estado Zulia, Venezuela.

La espada del general Eduardo Pérez Fabelo es una reliquia de la historia republicana del estado venezolano de Zulia. Representa la memoria de una época de luchas del pueblo zuliano por el control de su estado y por su deseo de mantenerse fiel a los ideales del Federalismo. Es una pieza legendaria y la única de esa época que aún se conserva.
Esta pieza es emblemática para esa región de Venezuela porque el general Pérez Fabelo está considerado el líder republicano más relevante del Estado Zulia en el siglo XIX. Su actuación en pro de la autonomía de su estado, unida a su lucha contra la corrupción y un liderazgo moral poco común entre los jefes militares de la época, lo consagraron como el genuino defensor del Zulia en el siglo XIX.

## Origen y características

Ubicación de la isla de Curazao en el Mar Caribe, donde arribó la espada procedente de Alemania.

Se trata de un arma blanca, también llamada espada corta, más ancha y pesada que la espada tradicional, aunque menos larga y de un solo filo. Fue fabricada a mediados del siglo XIX en Alemania, por la firma Luckhaus & Gunther, dentro de la producción de armas que ese fabricante destinaba a la exportación. Entró a las Américas por el Mar Caribe, descargando en Curazao donde fue adquirida por Eduardo Pérez Fabelo.
Por su condición de colonia holandesa, la isla de Curazao era entonces la principal comunicación entre Maracaibo y Europa. Allí estudiaban en colegios de prestigio los hijos de la élite marabina, se organizaban expediciones contra la tiranía, se vivía en exilio y se adquirían mercancías del Viejo Continente.

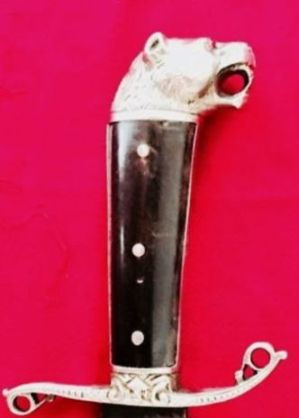
Detalle de la empuñadura de la espada.

Entre esas mercancías las armas tenían un excelente mercado, debido a la permanente inestabilidad que se vivía en la zona a comienzos de la era republicana. Durante el período de luchas regionales posteriores a la independencia, la adquisición de armamento en Curazao jugó un papel estelar en todos los proyectos libertarios del Estado Zulia.

## Simbología
La espada está decorada con símbolos que se relacionan directamente a la trayectoria militar de Eduardo Pérez Fabelo y a los escenarios de la epopeya zuliana.

### El león rugiente
La empuñadura está decorada con la cabeza de un león rugiente, cuya mirada luce encendida por dos piedras de rubí colocadas en los ojos. La cabeza de león simboliza coraje y fuerza, porque históricamente el león ha sido considerado el rey de los animales.

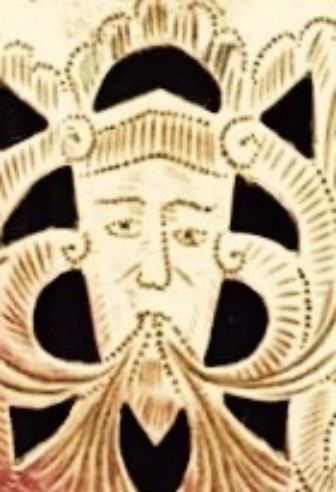
Alegoría al Señor de los Vientos, en la Mitología griega, elemento decorativo en la espada.

El león rugiente era por ello un detalle decorativo muy común en las armas blancas de fabricación alemana de la época. Representaba sobre todo el arrojo, rasgo que, según la crónica de su tiempo, mostró siempre el general Pérez en el campo de batalla. En palabras del escritor Atenógenes Olivares, Pérez lo demostró en muchas ocasiones durante sus años de servicio militar: “Con arrojo y valentía peleó en Quebrada de la Plata…entró en fuego vivo en la contienda de Puente de Boyacá…en Guasca lo alcanzó una bala enemiga quedando herido de cuidado, pero se incorporó al frente del batallón y arremetió con más heroicidad”.

### Mitología del viento
En la parte inferior de la vaina la espada posee un elemento decorativo, que aparece grabado en una pieza de bronce que protege el filo cortante de la hoja, Se trata de una alegoría al "Señor de los Vientos" de la mitología griega, que soplaba sobre los mares controlando el destino de los navegantes.
Pérez Fabelo era originalmente un oficial naval. Había estudiado náutica en el Colegio Nacional de Maracaibo, hoy en día Universidad del Zulia, y había iniciado su carrera en la Armada de Colombia a los 18 años de edad.
El conocimiento de los vientos era esencial en la época de navegación a vela y fue factor fundamental durante la actuación de Pérez Fabelo en su tierra natal, Maracaibo. Muchas de las expediciones que Pérez lideró partieron hacia el Estado Zulia desde la isla de Curazao y entraron a tierra firme a través del Lago de Maracaibo, un reservorio de más de 13.000 kilómetros cuadrados muy difíciles de sortear.

## DelsigloXIXa nuestros días
Después de la muerte del general Pérez, su viuda, Adela Luzardo Esteva de Pérez, resguardó la espada por más de 30 años. Tras su muerte la pieza pasó a manos de su hija Aurora Pérez Luzardo, esposa de Eduardo López Bustamante. En 1960 la espada quedó a resguardo de su nieta, Aurora López Pérez, y en 1980 pasó a su bisnieta Leonor Giusti López de Hall.
La espada del General Pérez Fabelo se conserva actualmente fuera del territorio venezolano, en la ciudad de Estocolmo, Suecia.